# Вейкфілд (Массачусетс)
Вейкфілд (англ. Wakefield) — місто (англ. town) в США, в окрузі Міддлсекс штату Массачусетс. Населення — 27 090 осіб (2020).

### Клімат
| Клімат : Вейкфілд                                       | Клімат : Вейкфілд | Клімат : Вейкфілд | Клімат : Вейкфілд | Клімат : Вейкфілд | Клімат : Вейкфілд | Клімат : Вейкфілд | Клімат : Вейкфілд | Клімат : Вейкфілд | Клімат : Вейкфілд | Клімат : Вейкфілд | Клімат : Вейкфілд | Клімат : Вейкфілд | Клімат : Вейкфілд |
| Показник                                                | Січ.              | Лют.              | Бер.              | Квіт.             | Трав.             | Черв.             | Лип.              | Серп.             | Вер.              | Жовт.             | Лист.             | Груд.             | Рік               |
| Середній максимум, °C                                   | 1,7               | 3,3               | 7,8               | 13,3              | 19,4              | 25,0              | 27,8              | 26,7              | 22,8              | 16,7              | 10,6              | 4,4               | 15,0              |
| Середній мінімум, °C                                    | −9,4              | −7,8              | −3,3              | 1,7               | 7,2               | 12,2              | 15,6              | 15,0              | 10,0              | 3,9               | −0,6              | −6,1              | 3,3               |
| Норма опадів, мм                                        | 111               | 91                | 111               | 106               | 98                | 92                | 93                | 89                | 97                | 114               | 118               | 111               | 1227              |
| ------------------------------------------------------- | ----------------- | ----------------- | ----------------- | ----------------- | ----------------- | ----------------- | ----------------- | ----------------- | ----------------- | ----------------- | ----------------- | ----------------- | ----------------- |
| Джерело: http://www.idcide.com/weather/ma/wakefield.htm |                   |                   |                   |                   |                   |                   |                   |                   |                   |                   |                   |                   |                   |

## Демографія
Згідно з переписом 2010 року, у місті мешкали 24 932 особи в 9994 домогосподарствах у складі 6547 родин. Було 10500 помешкань
Расовий склад населення:
| - 94,5 % — білих - 2,6 % — азіатів - 0,9 % — чорних або афроамериканців - 0,1 % — корінних американців |

До двох чи більше рас належало 1,2 %. Частка іспаномовних становила 2,3 % від усіх жителів.
За віковим діапазоном населення розподілялося таким чином: 21,5 % — особи молодші 18 років, 63,8 % — особи у віці 18—64 років, 14,7 % — особи у віці 65 років та старші. Медіана віку мешканця становила 41,9 року. На 100 осіб жіночої статі у місті припадало 92,6 чоловіків;  на 100 жінок у віці від 18 років та старших — 90,2 чоловіків також старших 18 років.
Середній дохід на одне домашнє господарство  становив 111 837 доларів США (медіана — 92 252), а середній дохід на одну сім'ю — 131 709 доларів (медіана — 114 500). Медіана доходів становила 73 716 доларів для чоловіків та 58 071 долар для жінок. За межею бідності перебувало 4,4 % осіб, у тому числі 3,5 % дітей у віці до 18 років та 7,2 % осіб у віці 65 років та старших.
Цивільне працевлаштоване населення становило 15 261 особа. Основні галузі зайнятості: освіта, охорона здоров'я та соціальна допомога — 26,8 %, науковці, спеціалісти, менеджери — 14,5 %, роздрібна торгівля — 10,4 %, виробництво — 9,3 %.